# Bitka na Moravskem polju
Bitka na Moravskem polju (tudi bitka pri Suhih Krutih) se je odvijala na dan Sv. Rufusa v popoldanskih urah 26. avgusta 1278 na desnem bregu reke Morave med vasicama Dürnkrut (češko: Suché Kruty) in Jedenspeigen v današnji Spodnji Avstriji, 30 km južno od češko-avstrijske meje. 
V bitki sta se spopadli združena vojska nemškega kralja Rudolfa I. Habsburškega in ogrskega kralja Ladislava IV. na eni strani in vojska češkega kralja Otokarja II. Přemysla na drugi.

## Politično ozadje
V bistvu je šlo v bitki predvsem za babenberški dedni deželi Avstrijo in Štajersko, kateri je že osvojil Otokar II., svojo pravico nanju pa je polagal tudi Rudolf, da bi se tako njegovi potomci povzpeli do naslova knezov rimskega cesarstva. Leta 1276 je bil Otokar prisiljen skleniti z Rudolfom Dunajski mir in se odreči vseh ne-čeških dežel.
Ker pa je Otokar zavrnil vse nadaljnje Habsburgove zahteve, se je le-ta začel protipravno vpletati v pristojnosti češkega kraljestva in proti Otokarju ščuval nezadovoljno češko plemstvo.

## Bitka in njene posledice
Otokar gotovo ni izbral bojišča v bližini reke Morave naključno, saj je bilo to ugodno polje za bitko, češki kralj pa je imel nanj tudi dobre spomine, saj je nedaleč od Suchých Krut ležal kraj njegove največje zmage, Kressenbrunn.
Bitke se je udeležilo skupno okoli 55.000 mož (natančne številke niso znane), njihov spopad pa je trajal približno tri ure. Za geslo češke vojske je bilo proglašeno: »Budějovice, Praha!«. Pri nasprotni strani pa se je klicalo : »Rim, Kristus!« V bitki, ki je bila dolgo uravnotežena, se je zmaga na koncu priklonila habsburški strani. Sam Rudolf Habsburški se je baje znašel v življenjski nevarnosti, vendar ga je rešil njegov vitez Walter von Ramswagen. Bitka se je odvijala proti vsem pravilom in ni je odločila proslula izdaja čeških plemičev (večina njih na mesto bitke sploh ni prišla), temveč Rudolfove spletke v ozadju. Prav zato se kot simbol viteštva v tej bitki vedno navaja Otokar, ne Rudolf. Pomembno vlogo je z mobilnostjo odigrala tudi kumanska lokostrelska konjenica na nemško-ogrski strani, ki ji je zelo ustrezalo odprto in ravno bojišče.
Delež čeških izgub, ki jih je Rudolf v skladu z navadami svojega časom verjetno pretirano ocenil na okoli 12.000 mož, je še povečala podivjana reka Morava, v kateri so se utopili nekateri vitezi. Poraz češke vojske je bil tako izrazit, da si je Rudolf lahko privoščil celo poslati domov del svoje vojske in si brez pravega odpora takoj podjarmil še Moravsko.
Posledica bitke je bila definitivna potrditev nove habsburške vladavine v Avstriji in na Štajerskem, ki sta postali tako imenovani dedni habsburški deželi, posredno pa tudi utemeljitev nove geo-politične ureditve srednje Evrope, ki se je ohranila skoraj 650 let, do leta 1918. 
V češkem kraljestvu je po smrti kralja prišlo do zelo zapletenega položaja, (pravzaprav do anarhije) in gospodarskih težav. Regent kraljeviča Vaclava Oton V. Brandenburški se je obnašal kot vladar dežele, predvsem koristoljubno pa je ravnal tudi del češkega plemstva. Razmere so se umirile šele po sklicu plemiškega zbora v letu 1281, katerega udeleženci so se zavezali h kaznovanju vseh škodljivcev dežele in za povrnitev vseh pokradenih kraljevskih posestev in gradov v roke regenta (kot zastopnika kraljeve oblasti). Vendar pa sta slaba letina in mrzlo vreme naslednjega leta nastali položaj še dodatno zapletla. Obdobje med 1278 in 1283 so zato kronisti tistega časa označili za »zla leta«.